# 大阪府道・和歌山県道62号泉佐野打田線
大阪府道・和歌山県道62号泉佐野打田線（おおさかふどう・わかやまけんどう62ごう いずみさのうちたせん）は、大阪府泉佐野市から和歌山県紀の川市に至る主要地方道（大阪府道・和歌山県道）である。

## 概要
かつては主要地方道泉佐野粉河線だったが、1982年（昭和57年）4月1日の主要地方道改正で建設省（現・国土交通省）が一般県道打田桃山線のうち一般国道424号に昇格されなかった区間を編入し泉佐野打田線を指定したことから、1983年（昭和58年）2月に大阪府と和歌山県が泉佐野粉河線（整理番号は大阪府114、和歌山県2）を廃止し泉佐野打田線を認定。
府県道番号は、以前は大阪府側は「41」、和歌山県側は「2」だったが、1994年（平成6年）4月1日に両府県で変更し「62」へ統一された。
泉佐野市内に起点方向への一方通行路（数十m程度）があるため、自動車を用いて起点から終点へ完走することはできない（逆は可能）。

### 路線データ
- 陸上距離：23.0 km　（大阪府：不明　和歌山県：9.068km）
- 起点：大阪府泉佐野市湊（湊交差点＝大阪府道63号泉佐野岩出線交点）
- 終点：和歌山県紀の川市打田（烏子川橋東詰交差点＝国道24号・国道424号交点）

## 路線状況

### 通称
- 粉河街道
熊取町大久保中 - 紀の川市神通間において一部重複する。
- 犬鳴峠
大川峠・孝子峠・雄ノ山峠・風吹峠・鍋谷峠・蔵王峠・紀見峠などと並ぶ紀泉連絡の峠としてこう呼ばれることが多いが、「犬鳴峠」という峠は公式名称としては存在しない。犬鳴山 (大阪府) 参照。（なお、「犬鳴峠」は福岡県にも存在し、こちらは公式名称である）。
- 神通（じんづう）峠
犬鳴峠ほどメジャーではないが、神通峠と呼ばれることもある。（2014年2月14日の大雪の際の和歌山放送のニュースで用いられた。）

### 供用開始していない道路
府県境付近の和歌山県側に採石場跡があるが、その手前から分岐する道路を拡張する計画があった。
和歌山県側にはその橋が工事され、完成されているが供用開始には至っていない。
大阪府側は着工せずに話が立ち消えになったので、和歌山県側に完成した橋だけが残った。

## 地理

### 通過する自治体
- 大阪府
  - 泉佐野市 - 泉南郡熊取町 - 泉佐野市
- 和歌山県
  - 紀の川市

### 交差する道路
大阪府泉佐野市

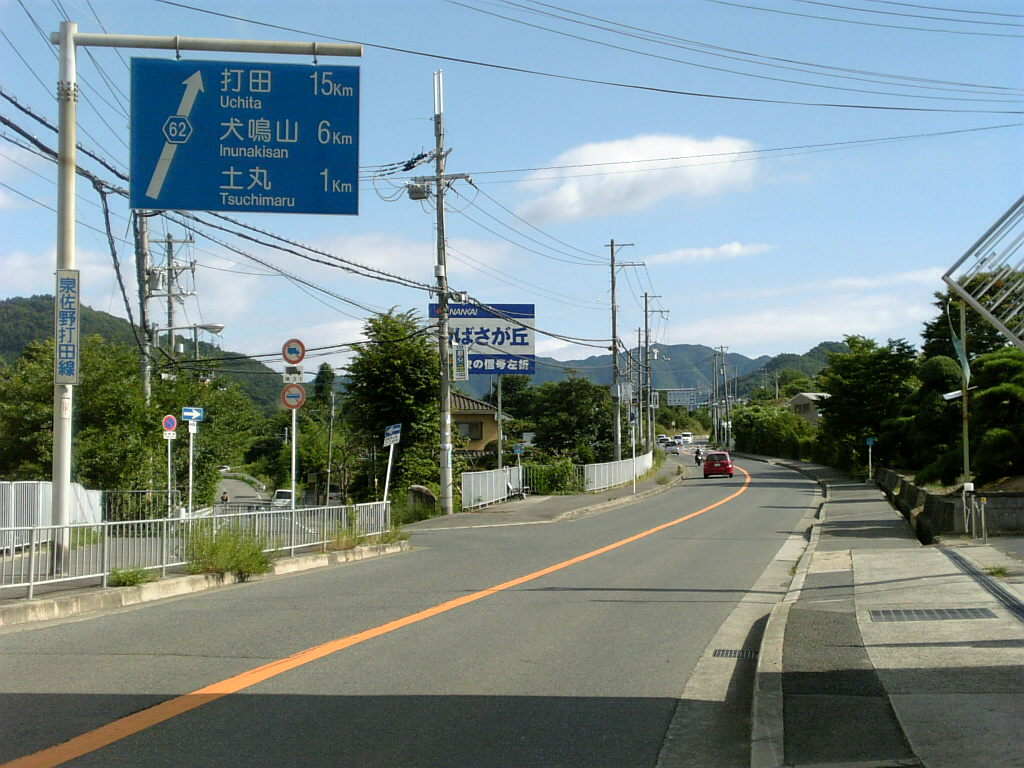
大阪府道・和歌山県道62号泉佐野打田線
（大阪府泉南郡熊取町内）

- 大阪府道63号泉佐野岩出線（大阪府道204号堺阪南線 重複）（湊交点、起点）
- 大阪府道64号和歌山貝塚線（泉佐野市中庄・日新小学校前交差点）
- 国道26号（泉佐野市中庄・中庄北交差点）
- 大阪府道30号大阪和泉泉南線（泉佐野市中庄・長池交差点）

泉南郡熊取町
- 大阪府道241号泉佐野熊取線（泉南郡熊取町大久保中・大久保交差点）
- 国道170号（泉南郡熊取町大久保中・大久保東交点）
- 大阪府道30号大阪和泉泉南線（泉南郡熊取町大久保中・大久保東2交差点）

大阪府泉佐野市
- 大阪府道247号土丸栄線（泉佐野市土丸・土丸交差点）
- 大阪府道247号土丸栄線（泉佐野市土丸）

和歌山県紀の川市
- 紀泉高原林道（通称「紀泉高原スカイライン」：神通温泉前）
- 京奈和自動車道 紀の川IC（紀の川市重行（しげき））
- 和歌山県道7号粉河加太線（紀の川市北勢田（せいだ））
- 国道24号・国道424号（烏子川橋東詰交差点、終点）

### 沿線
- 大阪観光大学
- 京都大学複合原子力科学研究所
- 大阪体育大学
- 金剛生駒紀泉国定公園
- 犬鳴山温泉
- 神通温泉

## 旧池田隧道
現道の池田隧道に並行して旧道の旧池田隧道（延長約80m）がある。旧池田隧道は、1886年（明治19年）完成の和歌山県下最古の洋式煉瓦作りのトンネルである。打田側の道路が通行できないため道路として機能していないが、隧道自体の徒歩などによる通行は可能である。旧打田町により文化財に指定されている。